# Withrow (Alberta)
Withrow est un hameau (hamlet) du Comté de Clearwater, situé dans la province canadienne d'Alberta.